# 1694 en santé et médecine
| Années de la santé et de la médecine : 1691 - 1692 - 1693 - 1694 - 1695 - 1696 - 1697    |
| Décennies de la santé et de la médecine : 1660 - 1670 - 1680 - 1690 - 1700 - 1710 - 1720 |

Cet article présente les faits marquants de l'année 1694 en santé et médecine.

## Événements
Allemagne
- 11 juillet : inauguration de l’Académie de Halle, en Brandebourg[1]. L'académie contient d'abord quatre facultés (raison pour laquelle c'est alors une académie et non une université puisqu'une université doit pouvoir conférer le grade de docteur dans toutes les disciplines) : théologie, philosophie, médecine et droit.

France
- * En 1693-1694, le froid et la famine sévissent sur le royaume : on compte de 1,6 million à 2 millions de victimes[2].
- 24 janvier : −13 °C à Paris. Hiver sec 1693-1694 et rigoureux, typique de cette période que l’on a surnommée le « Petit Âge glaciaire »[3].
- « Durant tout l'été 1694, la chaleur, qui accélère la putréfaction des milliers de cadavres sur les chemins, est responsable de graves épidémies[4]. » La typhoïde, propagée par l'eau et les aliments souillés, s'accompagne de scorbut et d'ergotisme ce qui provoque, selon les historiens, entre 1 600 000 et 2 000 000 de morts[3].

## Publications
- Pierre Pomet (1658-1699) publie Histoire générale des drogues, traitant des plantes, des animaux et des minéraux... avec un discours qui explique leurs différens noms, les pays d'où elles viennent, la manière de connoître les véritables d'avec les falsifiées et leurs propriétez, où l'on découvre l'erreur des anciens et des modernes[5].
- Rudolf Jakob Camerarius (1665-1721) publie Ad Mich. Bern. Valentini de sexu plantarum epistola : il établit dans cette lettre la distinction des sexes chez les végétaux, sur laquelle Linné a plus tard fondé sa classification[6].

## Décès
- 29 novembre : Marcello Malpighi (né en 1628), médecin et physiologiste italien[7].
- 29 décembre : Charles Scarborough (né en 1615), médecin et mathématicien anglais, également député au Parlement d'Angleterre durant deux ans.